# Tylototriton shanjing
Tylototriton shanjing is een salamander uit de familie echte salamanders (Salamandridae).

## Naamgeving
De soort werd voor het eerst wetenschappelijk beschreven door Ronald Archie Nussbaum, Edmund Darrell Brodie III en Da-tong Yang in 1995. Later werd de wetenschappelijke naam Tylototriton verrucosus shanjing gebruikt. De soort werd vroeger beschouwd als een ondersoort van de ruwe krokodilsalamander (Tylototriton verrucosus).
De wetenschappelijke soortnaam shan-jing betekent letterlijk berg-geest of -duivel.

## Verspreidingsgebied
De salamander leeft in delen van Azië en komt endemisch voor in China. De soort heeft vermoedelijk een groter verspreidingsgebied tot in Thailand en Myanmar.